# Ermanno Rea
Ermanno Rea (Napoli, 28 luglio 1927 – Roma, 13 settembre 2016) è stato uno scrittore, giornalista e fotoreporter italiano.

## Biografia
Ragazzo partigiano della brigata garibaldina Gino Menconi che operò in Toscana fra il 1944 e il 1945, Ermanno Rea lavorò come giornalista per numerosi quotidiani e settimanali dopo aver sostenuto tutti gli esami della facoltà di Lettere senza però conseguire mai la laurea.
Nel 1959 Rea, non sentendosi più adeguato al giornalismo scritto politicamente impegnato, prende la decisione di interrompere l'attività giornalistica scritta. Arriva così a dimettersi dalla redazione del settimanale per cui lavorava, Vie nuove, per intraprendere l'attività di fotoreporter affermandosi come esponente della scuola partenopea di Caio Mario Garrubba.
Per cinque anni sarà la sua unica attività e lo porterà a visitare tutta l'Europa e gran parte dell'Asia. Al termine di questo periodo riprenderà l'attività giornalistica scritta avendo superato quello stato di inadeguatezza che lui stesso si attribuiva. Tutto il materiale fotografico da lui prodotto verrà affidato ad un'agenzia, anni dopo Rea vorrà tornare in possesso di questo materiale, ma non vi riuscirà in quanto risulterà trafugato.
Rea vinse il Premio Viareggio e il Premio Napoli nel 1996 con il romanzo autobiografico Mistero napoletano, e il Premio Campiello nel 1999 con Fuochi fiammanti a un'hora di notte. Altri due romanzi, La dismissione (ispirato alla storia dello smantellamento dell'acciaieria Ilva di Bagnoli) e Napoli ferrovia, furono finalisti al Premio Strega rispettivamente nel 2002 e nel 2008.
Forte del suo lavoro di giornalista, che gli aveva permesso di avvicinarsi alla realtà e alla concretezza delle vicende umane, Rea strutturò i suoi libri come inchieste su casi conosciuti da vicino, come quello riguardante Federico Caffè.
Il 4 marzo 2014 venne candidato alle elezioni europee del 2014 come capolista per L'Altra Europa con Tsipras nella Circoscrizione Italia meridionale a sostegno della candidatura di Alexīs Tsipras, presidente del partito politico greco SYRIZA, alla Presidenza della Commissione europea: con circa 13.600 preferenze Rea non fu eletto, in quanto il seggio andò a Barbara Spinelli ottenuto quasi 28.000 preferenze.
È morto nella sua casa di Roma il 13 settembre 2016.

## Opere
- Mezzogiorno. Realtà sociale e università, con Franco Catalano, Milano, Bompiani, 1974.
- Il Po si racconta. Storie di uomini paesi, città dal Delta al Monviso, Roma, Gambero Rosso, 1990. ISBN 88-85180-02-7; Milano, Il Saggiatore, 1996. ISBN 88-428-0397-9.
- L'ultima lezione. La solitudine di Federico Caffè scomparso e mai più ritrovato, Torino, Einaudi, 1992. ISBN 88-06-13142-7; 2008. ISBN 978-88-06-19330-0.
- Mistero napoletano. Vita e passione di una comunista negli anni della guerra fredda, Torino, Einaudi, 1995. ISBN 88-06-13393-4; Milano, Feltrinelli, 2014. ISBN 978-88-07-88425-2.
- Fuochi fiammanti a un'hora di notte, Milano, Rizzoli, 1998. ISBN 88-17-45039-1.
- La dismissione, Milano, Rizzoli, 2002. ISBN 88-17-86957-0.
- Napoli ferrovia, Milano, Rizzoli, 2007. ISBN 978-88-17-01832-6.
- Rosso Napoli. Trilogia dei ritorni e degli addii, Milano, BUR, 2009. ISBN 978-88-17-03247-6. [Contiene: Mistero napoletano, La dismissione, Napoli ferrovia]
- La fabbrica dell'obbedienza. Il lato oscuro e complice degli italiani, Milano, Feltrinelli, 2011. ISBN 978-88-07-17206-9.
- La comunista. Due storie napoletane, Firenze-Milano, Giunti, 2012. ISBN 978-88-09-77774-3.
- 1960. Io reporter, Milano, Feltrinelli, 2012. ISBN 978-88-07-49131-3.
- Il sorriso di don Giovanni, Milano, Feltrinelli, 2014. ISBN 978-88-07-03074-1.
- Il caso Piegari, Milano, Feltrinelli, 2014. ISBN 978-88-07-03120-5.
- Nostalgia, Milano, Feltrinelli, 2016. ISBN 978-88-07-89074-1.
- La parola del padre. Falso storico in forma di monologo. Caravaggio e l'inquisitore, con uno storyboard di Lino Fiorito, Lecce, Manni, 2017. ISBN 978-8862667500.

## Filmografia
Da alcuni suoi romanzi sono stati tratti i seguenti lungometraggi:
- L'ultima lezione, regia di Fabio Rosi (2001)
- La stella che non c'è, regia di Gianni Amelio (2006) - ispirato a La dismissione
- Nostalgia, regia di Mario Martone (2022)
- Caracas, regia di Marco D'Amore (2024) - ispirato a Napoli ferrovia

## Riconoscimenti
- 1996 - Premio Viareggio[11] e Premio Napoli[12]
- 1999 - Premio Campiello
- 2011 - Premio Brancati Saggistica per La fabbrica dell'obbedienza[13]
- 2012 - Premio De Sanctis Frecciarossa per la saggistica di viaggio